# بنك لويدز
لويدز بنك (بي ال سي) (في الإنجليزية Lloyds Bank Plc). بنك بريطاني. وله فروع كثيرة عاملة في انكلترا وويلز (وإلى حد أقل في اسكتلندا).تأسس عام 1765، وأندمج بنك لويدز مع تي أس في عام 1995.ووسعت شركة لويدز خلال القرنين التاسع عشر والعشرين أعمالها، واستولت على عدد من الشركات المصرفية الأصغر حجما.
في عام 2009، تم تغيير اسم الشركة إلى بنك لويدز تي اس بي دبي، بعد أن انضم إليها مجموعة الخدمات المصرفية أتش بي أو اس (HBOS)اكتساب اتش بي أو اس، لويدز تي أس ويدز مجموعة الخدمات المصرفية.

## التاريخ

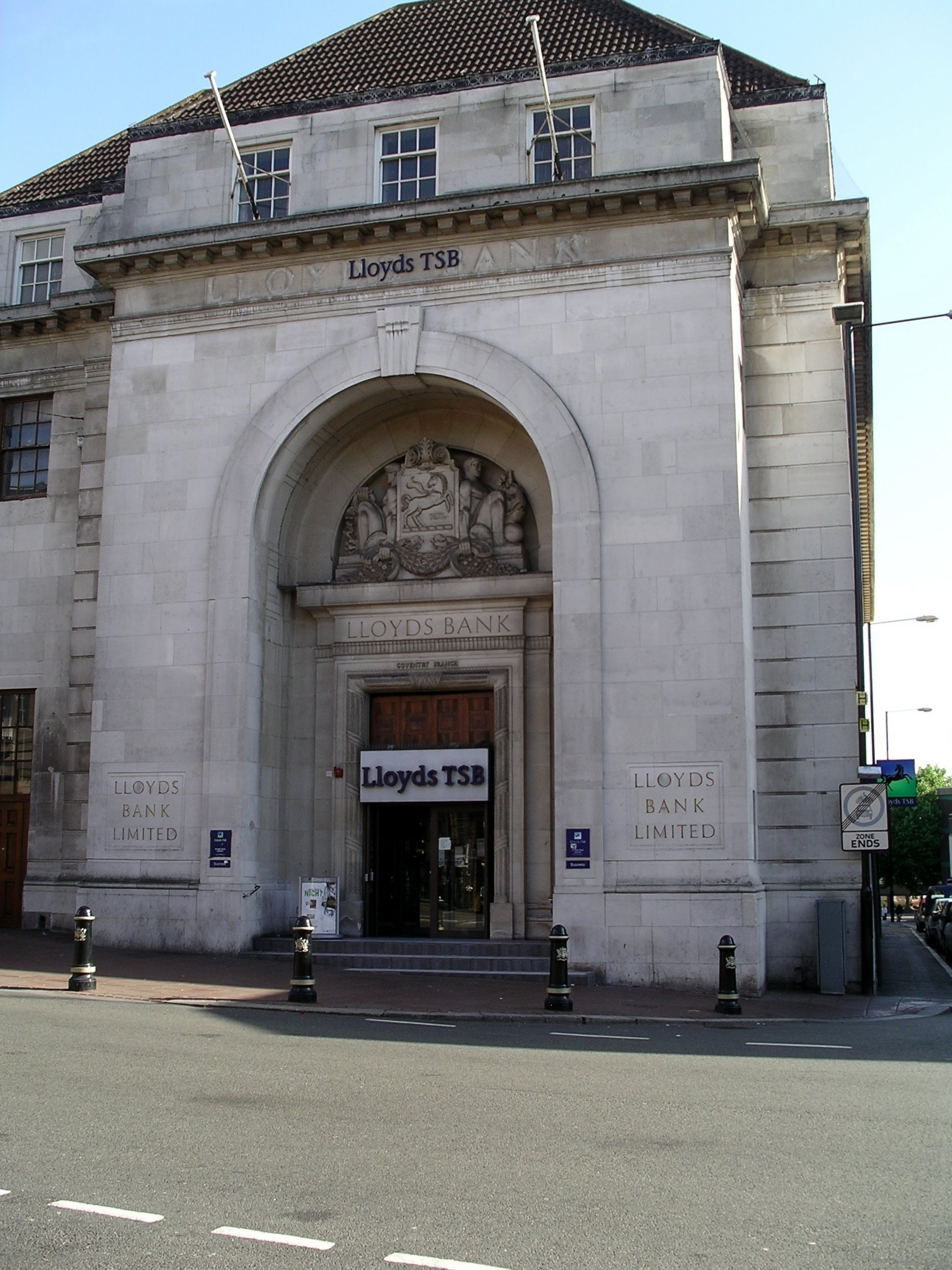
أحد فروع بنك لويدز في كوفنتري اتجلترا، بني في عام 1932

يعود تاريخ مصرف لويدز إلى عام 1765، عندما قرر صانع الأزرار جون تايلور وتاجر الحديد سامبسون لويد الثاني إنشاء المصرفية الخاصة في بلدة دايل ،في مقاطعة برمنغهام. في عام 1864افتتح أول مكتب فرعي للمصرف في بلدة أولدبوري(Oldbury)، على بعد ستة أميال (10 كم) غرب مدينة برمنغهام. أعتمد جون تايلور أحد المؤسيسين شعار الشركة على شكل خلية النحل كرمز للمصرف. 
في عام 1968، حدثت محاولة فاشلة لدمج بنك لويدز مع بنك باركليز وبنك مارتيز, حيث أعتبرت لجنة الاندماج والاحتكارات ذلك الاندماج ضد المصلحة العامة. 
وفي عام 1972 أصبح مصرف لويدز عضوا مؤسسا لشركة بطاقة الائتمان المشتركة (مع البنك الوطني ستمنستر وبنك ميدلاند ورويال وبنك اوف سكوتلاند) في بريطانيا,حيث يطلق على وصول بطاقات الائتمان الآن اسم ماستركارد ,و في نفس السنة التي قدمت ألات السحب الألكترونية لسحب النقود، وعن طريق الإنترنت، حيث كان أول صراف آلي لشركة بطاقات الائتمان المشتركة التي يشارك بها بنك لويدز بتقديم البطاقات البلاستيكية مع الشريط المغناطيسي.

## الفروع الرئيسية
1. -البنك الوطني في نيوزلاندا: تأسس في عام 1872 على يد هنري ولويد، وكان عن طريق الاندماج مع مصرفي هوريس وبارنيتس مع شركة لويدز.
2. -بنك لندن وجنوب أمريكة: بدأ في عام 1918 وكان نتاج مشروع مشترك بين البنك الدولي البرازيلي.
3. -بنك لويدز كندا تشكل في عام 1986، عندما اشترى لويدز البنك القاري من كندا.. في عام 1990، بعد عدة سنوات من الخسائر، في عام 1988 باع مصرف لويدز عملياته في كندا لبنك إتش إس بي سي هولدنجز في هونغ كونغ وكندا.
4. - فروع فرعية ومكاتب:يوجد لبنك لويدز مكاتب وفروع في 30 بلدا في أوروبا وأسيا والأمريكيتين.